# رسول الصغير
رسول الصغير(1963-) ممثل مخرج ومسرحي عراقي قدم العديد من الأدوار في المسرح والتلفزيون ويعتبر من جيل الرواد في الفن العراقي.

## حياته ومشواره المهني
درس الإخراج المسرحي في أكاديمية الفنون الجميلة في بغداد وتخرجت منها عام 1989.غادر العراق إلى اليمن عام 1992-1996وقدم الكثير من الأعمال المسرحية علاوة على تدريسه لمادة المسرح في مدينتي المكلا وصنعاء ثم سافر إلى هولندا وواصل دراسته فيها وعمل أيضا فيها مخرجا وممثلا لعدة مسرحيات وباللغة الهولندية.وانتقل إلى بريطانيا في 2008 وعمل في مسارحها ممثلا ومخرجا واستشاريا.. وعمل في الكويت أستاذا للدراما في مؤسسة لوياكا الكويتية وواصل عمله هناك منذ 2011 واخرج فيها عدة مسرحيات أول دور قدمه كان في مسرحية «عبور المحيط» لبرخت، وكان عبارة عن كلمة واحدة فقط في مسرحية تستغرق ساعة ونصف ويشارك فيها خمس وأربعون ممثلاً 
 حصل على بكالوريس المعهد العالي للمسرح –فرع الإخراج (هولندا) عام 2004 وكان قد أسس في اليمن مهرجان المسرح المدرسي الأول في عام 1994 وحصل على جوائز عديدة في مهرجانات مسرحية عديدة في العراق وخارجه عرض فيها مسرحيات كان فيها مخرجا وممثلا ومؤلفا وإداريا.
إنتقل بعدها لدولة الكويت حيث قدم أعمالا في السينما المسرح والتلفزيونيعتبر أول ممثل عراقي بدور رئيسي في مسرحية لفرقة شكسبير الملكية بمسرحية “متحف في بغداد"

## أعماله

### في المسرح
| سنة الإنتاج | المسرحية             | الشخصية  |
| ----------- | -------------------- | -------- |
| 2019        | (متحف في بغداد)      | أبو زمان |
| 1999        | (البهلوان)           |          |
| 1986        | (الإستلاب)           |          |
| 1999        | (عبور المحيط)        |          |
| 1999        | (أوبريت ليلة عراقية) |          |
|             | (صندوق الرمل)        |          |
|             | (الرأس)              |          |
|             | (صندوق الرمل)        |          |
|             | (الباب القديم)       |          |
|             | (سوناتا الركام)      |          |
| 1985        | (كليوباترا)          |          |
| 1986        | (حلاق بغداد)         |          |
| 1987        | (سوناتا الركام)      |          |
| 1988        | (ألف رحلة ورحلة)     |          |
|             | (صندوق الرمل)        |          |
|             | (خيط البريسم)        |          |
|             | (مكا أوب فاتر لاند)  |          |
| 2000        | (الصف البابلي)       |          |
| 2001        | (التوازن القلق)      |          |
| 2002        | (النقودد القذرة)     |          |

### في التلفزيون
| سنة الإنتاج | اسم المسلسل                  | الشخصية   |
| ----------- | ---------------------------- | --------- |
| 2019        | إفراج مشروط                  | (علاء)    |
| 2018        | روتين                        | (إسكندر)  |
| 2016        | حكايات:الحوش                 |           |
| 2012        | ساهر الليل 3: وطن النهار     | (د. كاظم) |
| 1989        | القبطان دعدع -برنامج للأطفال |           |

### في السينما
| سنة الإنتاج | الفيلم     | الشخصية                     |
| ----------- | ---------- | --------------------------- |
| 2019        | ساعة زمان  |                             |
| 2017        | سرب الحمام | (ضابط الاستخبارات العراقية) |

### في الإخراج
- (2017): سبيليات إسماعيل
- (2016): القائل نعم والقائل لا
- (2014): مكبث
- (2007): باك سبيس
- (2006):(فاقد الصلاحية)
- (2005):(الخادمات)
- (2000):(التوازن القلق)
- (1988):(ألف رحلة ورحلة)
- (المهرج ينظر في المرآة)
- (سوناتا الركام)
- (الخادم الأخرس)
- (تداعيات صالح بن زغيّر)
- (البهلوان)
- (ليلة زواج)
- (النقود القذرة)
- (مكا أوب فاتر لاند)
- (كيرست أند كو)

### في التأليف
- الوالد والوالدة
- مسلسل عمر بن الخطاب لإذاعة المكلا
- مجموعة أغاني للفنان جعفر حسن
- (1989): أشعار مسرحية ألف أمنيه أمنيه

### مساعد مخرج
- حلاق بغداد)
- مرحباً أيتها الطمأنينة
- (مطر يمّه)
- (قطط)